# Satis
U egipatskoj mitologiji, Satis (također Satjit, Sates, Satet, Sati) je personifikacija poplava rijeke Nila, a njezin kult potječe iz grada Asuana. Njezin je ljubavnik Hnum, bog-ovan, zaštitnik Elefantine (Otok slonova), a dijete im je božica poplava Anuket.
Ime joj znači “ona koja izlazi”. Božica je vode, rata, lova (slično Neit) i plodnosti, zaštitnica južnog dijela Nila. Jedan od njezinih naslova je “Ona Koja Trči kao Strijela”, a znak joj je strijela. Satis je prikazivana kao žena, noseći bijelu krunu Egipta, a tu su još i rogovi antilope ili gazele. U početku je bila ratna božica, kao Neit, jer su njezini štovatelji u ime faraona ubijali Nubijce, a obično drži ankh, jer je simbol života. Nakon sjedinjenja boga Sunca Ra i Hnuma, postala je “Raovo oko”.

## Projekti
|  | Zajednički poslužitelj ima još gradiva o temi Satis |